# 莫绍齐·利维娅
莫绍齐·利维娅（匈牙利語：Mossóczy Lívia，1936年—2017年8月18日），匈牙利前女子乒乓球运动员。她曾获得1957年世界乒乓球锦标赛女子双打金牌。